# 代表大會
代表大會（Congress）是指不同國家、組成國、組織、工會、政黨或其他團體的代表所舉行的正式會議。這個術語起源於中古晚期英語，當時用來表示在戰鬥中敵對雙方的相遇，源自拉丁語「congressus」。
部分國家以「Congress」做為其立法機關的稱呼，例如美國國會。

## 外部鏈結
- European affairs events （页面存档备份，存于）
- International congress calendar
- Medical Congresses Around the World （页面存档备份，存于）
- Congress Youth Leader （页面存档备份，存于）
- Phillips, Walter Alison. .  6 (第11版). London: 937–938. 1911.